# Omo
Omo er en af Etiopiens største og vigtigste floder. Den er 600 km lang og falder ca. 1.800 meter; fra 2.300 moh. til ca 500 moh. ved sit udløb i Turkanasøen i Riftdalen.
Floden kommer fra Shewahøjlandet, og har mange tilløb på sin vej mod syd til grænseområdet mellem Sudan, Kenya og Etiopien. Floden løber over grænsen til Kenya og ind i Turkanasøen. Faldhøjden gør at der er kraftig strøm i floden, og den er kun sejlbar et kort stræk ovenfor Turkana. Den har flere vandfald, blandt andet Kokobi.
Den største biflod er Gibe, andre er Wabi og Gojeb. Omo passerer Mago og Omo nationalparker, som begge er kendt for deres dyreliv.

## Omos nedre dalstrøg
Omoflodens nedre dalstrøg blev i 1980 opført på UNESCOs verdensarvsliste. Dalen ved flodens udløb i Turkanasøen er kendt for flere fossile fund. Af speciel interesse er fundene af Australopithecus.

## Eksterne kilder og henvisninger
- Wikimedia Commons har flere filer relateret til Omo
- Omo National Park
- Early Homo sapiens Remains from the Omo River Region of South-west Ethiopia: Faunal Remains from the Omo Valley
- The Oldest Homo sapiens